# بخیخار
بِخیخار (به اسپانیایی: Begíjar) یکی از دهستان‌های استان خائن در کشور اسپانیا است. این شهر با مساحت ۴۳ کیلومتر مربع، ۳۱۵۱ تن جمعیت دارد.